# Karakumosa tashkumyr
Karakumosa tashkumyr Logunov & Ponomarev, 2020 è un ragno appartenente alla famiglia Lycosidae.

## Etimologia
Il nome proprio è in riferimento alla località di rinvenimento degli esemplari: nei pressi di Taškömur o Tash-Kumyr, città del Kirghizistan occidentale.

## Caratteristiche
L'olotipo maschile ha un cefalotorace lungo 12,00mm, e largo 8,60mm.
Al 2021 non sono noti esemplari femminili.

## Distribuzione
La specie è stata reperita nel Kirghizistan: nell'area di Dzhalalabad, pochi chilometri a nord della città di Taškömur, in una zona di colline argillose.

## Tassonomia
Questa specie ha varie caratteristiche in comune con la K. shmatkoi. 
Se ne distingue per:
1. Piastra interna dell'apofisi mediana larga quanto la piastra esterna e chiaramente visibile in vista ventrale.
2. Lamelle sinemboliche con le punte marcatamente piegate verso il basso[1].

Al 2021 non sono note sottospecie e dal 2020 non sono stati esaminati nuovi esemplari.